# 응우옌티응옥똥
응우옌티응옥똥(베트남어: Nguyễn Thị Ngọc Tông / 阮氏玉琮 완씨옥종, 1812년 7월 17일 ~ 1824년 4월 3일)은 응우옌 왕조의 황족이다. 민망 황제의 1번째 딸로, 생모는 현비(賢妃) 응오티찐이다.

## 생애
자롱 11년 음력 6월 9일(1812년 7월 17일), 후에 황성에서 태어났다.
민망 5년 음력 3월 5일(1824년 4월 3일), 후에 황성에서 사망하니, 향년 13세였다. 시호를 안정(安靜)이라고 하였고, 봉호를 추증하지는 않았다. 트어티엔부 흐엉투이현 즈엉쑤언사(楊春社)에 장사지냈고, 전친사(展親祠)에 입사(入祀)하였다.
함응이 원년(1885년) 가을, 친훈사(親勳祠)로 개사(改祀)하였다.
동복형제로는 응우옌푹찐, 영상군왕(永祥郡王) 응우옌푹미엔호아인, 부평군왕(富平郡王) 응우옌푹미엔안, 화국공(和國公) 응우옌푹미엔꾸언, 광화군공(廣化郡公) 응우옌푹미엔우옌이 있고, 동복자매로는 안부공주(安富公主) 응우옌응옥쿠에자, 녹성공주(祿成公主) 응우옌응옥우옌지엠, 황녀 응우옌응옥투이툭(阮玉瑞淑)이 있다.

## 참고 문헌
- 《대남식록》정편열전2집(正編列傳二集) 권9(卷九)
- 《완복족세보(阮福族世譜)》